# Ciudad Bolivar (T-81)
Ciudad Bolivar (T-81) je zásobovací tanker venezuelského námořnictva.

## Stavba
Tanker byl postaven jihokorejskou loděnicí Hyundai Heavy Industries v Ulsanu. Do služby byl přijat 25. září 2001.

## Konstrukce
Kromě 78 členů posádky může přepravovat dalších 22 osob. Kapacita plavidla je 4400 tun paliva, 100 tun leteckého paliva (JP-5), 500 tun pitné vody, 8,9 tuny munice, 389 tun zásob a 8,9 tun mražených zásob.
V běžném provozu je loď vyzbrojena dvěma 12,7mm kulomety, avšak v případě potřeby na ní mohou být instalovány ještě dva 40mm kanóny. Na zádi se nachází přistávací plocha a hangár pro vrtulník. Pohonný systém tvoří dva diesely Catepillar 3616 o celkovém výkonu 12 500 bhp, pohánějící dva lodní šrouby. Nejvyšší rychlost dosahuje 18,7 uzlu.